# Mötley Crüe
Mötley Crüe [motli krú] je americká heavymetalová skupina z Los Angeles založená roku 1981 baskytaristou Nikki Sixxem a bubeníkem Tommym Leem, k nimž se hned poté připojili kytarista Mick Mars a zpěvák Vince Neil. Skupina celosvětově prodala přes 100 milionů desek. Dosáhli také sedmi platinových nebo multiplatinových certifikací, devíti alb Top 10 v žebříčku Billboard 200 (včetně Dr. Feelgood z roku 1989, které je jediným studiovým albem Mötley Crüe, které se dostalo na první místo), dvaadvaceti Top 40 mainstreamových rockových hitů a šesti Top 20 popových singlů.
Členové Mötley Crüe jsou známí svým hédonistickým životním stylem a androgynními osobnostmi, které si udržovali. Po prvních dvou albech s hardrockovým a heavymetalovým zvukem, Too Fast for Love (1981) a Shout at the Devil (1983), vydali třetí album Theatre of Pain (1985) a znamenali příklon k první vlně glam metalu. Skupina je také známá propracovanými živými vystoupeními, která obsahují plamenometné kytary, bicí soupravy na horské dráze a velké použití pyrotechniky včetně ohňostroje a "hořícího" Sixxe. Zatím nejnovější studiové album Mötley Crüe, Saints of Los Angeles, vyšlo 24. června 2008. Plánované poslední vystoupení kapely se odehrálo na Silvestra 31. prosince 2015. Koncert byl natočen pro uvedení v kinech a na blu-ray v roce 2016.
Po dvou a půl letech nečinnosti Vince Neil v září 2018 oznámil, že se Mötley Crüe znovu sešli a pracují na novém materiálu. 22. března 2019 skupina vydala čtyři nové písně na soundtracku k jejímu životopisnému filmu The Dirt (Hnüs) na platformě Netflix,  založeném na stejnojmenné nejprodávanější autobiografii od New York Times. Soundtrack se dostal na první místo v iTunes All Genres Album Chart, na 3. místě v žebříčku Billboard Top Album a Digital Album, na 10. místě v žebříčku Billboard 200 a na 10. místě po celém světě. Autobiografie se vrátila do seznamu New York Times Bestseller na číslo 6 na Nonfiction Print a číslo 8 na Nonfiction Combined Print & E-Book. Mötley Crüe se během léta a podzimu 2022 vydali na své první velké turné po sedmi letech, kdy v rámci severoamerického turné vystupovali s Def Leppard.
Skupina ta léta zažila několik změn v sestavě, takže Sixx zůstal jediným stálým členem; tito zahrnovali představení zpěváka Johna Corabiho (který byl Neilovou náhradou v letech 1992 až 1996) a bubeníků Randyho Castilla a Samanthy Maloneyové, z nichž oba nahradili Leeho po jeho odchodu z Mötley Crüe v roce 1999; do kapely se vrátil v roce 2004. V říjnu 2022, po 41 letech, oznámil svůj odchod z turné Mick Mars, přičemž ho nahradil John 5 (dříve David Lee Roth, Marilyn Manson a Rob Zombie).

## Historie

### 80. léta
Mötley Crüe vznikla v roce 1981 v Los Angeles, potom co byl baskytarista Nikki Sixx vyhozen ze skupiny London, ve které začínal spolu s Lizzie Grey v roce 1979. Ještě předtím ho Blackie Lawless vyhodil ze své skupiny Sister. London byla také i první skupina kytaristů Guns N' Roses Izzyho a Slashe, stejně jako bubeníka skupiny Cinderella Freda Couryho.
Bubeník Tommy Lee byl zase ve skupině nazvané Suite 19 s kytaristou/zpěvákem Gregem Leonem, který krátce na to nahradil Randyho Rhoadse ve skupině Quiet Riot. Nikki a Tommy se rozhodli hrát spolu, ale Leon jejich návrh odmítl.
Nikki a Tommy se setkali s kytaristou Mickem Marsem (v té době vystupoval ještě pod svým jménem – Bob Alan Deal), ke kterému se dostali přes inzerát v L.A. novinách, kde stálo: "Hlučný, drsný, agresivní kytarista je volný". Když ho poprvé potkali, tak Nikki okamžitě poznamenal: "Nemůžu tomu uvěřit! To je další chlapík jako my!" Micky si rychle připravil věci a zahrál úvodní riff k písní Stick to Your Guns.
Byl to Mick, který přišel s názvem skupiny. Kým ve své bývalé kapele White Horse jeden ze členů vešel a nazval skupinu "a motley looking crew" (tj. nesourodě vypadající parta). Mick si název zapsal na papír i s originálním hláskovaním Motley Crew. Název tedy přijali, když se Micky přidal k Nikkimu a Tommymu v roce 1981. Avšak o této skupině se vede mnoho diskusí, když navrhovala název Christmas. Podle Nikkiho to byl jeho nápad, myslel si že také povědomé a populární slovo v názvu by přitáhlo fanoušky.
Tommy a Vince Neil se znali už od střední školy, kterou navštěvovali ve West Covina. Předtím vystupovali v různých "garážových" kapelách. Mick navrhl, aby Neila najali potom, co viděl jeho vystoupení se skupinou Rock Candy ve Starwoodu.
Vince nejprve odmítl, když ho pozvali na konkurz. Potom, jako by to osud chtěl, se Rock Candy rozpadli, Vince po telefonátu od Tommyho přijal pozvání na konkurz.
Krátce na to potkali svého prvního manažera Allana Coffmana. Coffmanův švagr Robert "Stick" Crouch byl jeden ze členu co zajišťovali aparaturu pro skupinu a Coffman vlastnil společnost na uzavírání smluv Grass Valley, plánoval investovat nějaké peníze v zábavním odvětví. Jejich první vydaný singl se nazýval Stick to Your Guns/Toast of the Town, který vydala pod nahrávací společností Leathür Records, která měla uzavřenou propagační a distribuční dohodu s Greenworld Distribution v Torrance. V listopadu 1981 vydali debutový album Too Fast for Love a prodalo se 20 000 kopií. Coffman a jeho společník Eric Greif připravili turné po Kanadě, zatímco využívají úspěch kapely na klubové scéně v L.A., aby se dohodli s několika nahrávacími společnostmi. Nakonec v roce 1982 podepsali smlouvu s Elektra Records. Na naléhání Elektry bylo album nanovo nahráno producentem Royem Thomasem Bakerem a znova vyšlo 20. srpna 1982. Kanadské turné způsobilo toužebný efekt zatímco národní titulky v novinách zaplnily zprávy o zatknutí skupiny na letišti v Edmontonu za pokus o vstup do země zfetovaní a policie přišla též na koncert kvůli údajné bombě na jevišti, tento podvod připravil Greif.
V roce 1983 se změnil management, Doug Thaler a Doc McGhee vyměnili Coffmana. McGhee je známý jako manažer skupiny KISS, který připravil jejich návrat v roce 1996. Greif následně všechny zažaloval na nejvyšším soudu v L.A., soud se táhl několik let a shodou okolností se manažerem znova stal London, manažer původní Nikkovy skupiny. Coffman byl obžalován investory, kterým předtím prodal akciový kapitál ve skupině. Coffman poté vyhlásil bankrot zatímco dům aspoň třikrát předtím založil, aby překryl výdavky skupiny.
Po odehrání na US Festivalu skupina dobyla Ameriku. Víc však byli známý za své „vyvádění v zákulisí“, šokující oblečení, vysokými podpatky, velké množství makeupu, nekonečné alkoholové a drogové prohřešky než za svou hudbu. Jejich mix metalu a glam rocku vyprodukoval několik masově prodávaných alb během 80. let včetně Shout at the Devil (15. října, 1983), Theatre of Pain (13. července, 1985) a Girls, Girls, Girls (13. července, 1987).
Skupina měla také potyčky se zákonem a problémy v osobním životě. V roce 1984 Vince zdemoloval své auto na cestě do obchodu s alkoholem. Byla to čelní havárie a jeho spolujezdec Nicholas "Razzle" Dingley, bubeník skupiny Hanoi Rocks, se zabil. Vince byl obviněn z neúmyslného zabití a odsouzen na 30 dní ve vězení (Strávil jen 18 dní). V roce 1987 se Nikki téměř smrtelně předávkoval heroinem. Odvezli ho do nemocnice, cestou ho však vyhlásili právně za mrtvého, ale jeden medik odmítl dále nepokračovat v oživovaní a dvě injekce adrenalinu do srdce ho oživili. Těch pár minut "na druhé straně" ho inspirovaly k napsání písně "Kickstart My Heart", která se umístila na 18. místě v žebříčku Mainstream U.S. chart a nacházela se na albu Dr. Feelgood. Jejich způsob života téměř rozbil skupinu dokud Doug Thaler a Doc McGhee nezasáhli, odmítli evropské turné a všechny členy poslali na rehabilitaci s výjimkou Micka, který už se z toho dostal.
Po "očistění" se Mötley Crüe dostali na vrchol vydáním pátého alba Dr. Feelgood v září roku 1989. V říjnu toho roku se stal jejich jediným albem, které se umístilo na první příčce a svou pozici si udrželo 109 týdnů.
Doc McGhee byl ve stejném roce vyhozen po nedodržení několika slibů v souvislosti s Mírovým hudebním festivalem v Moskvě.

### 90. léta
Svoje šesté album Decade Of Decadence vydali 14. října 1991. Album bylo jen jakási „pozornost“ pro fanoušky, zatímco pracovali na úplně odlišném novém albu. Avšak Vince byl v roce 1992 vyhozen, což samozřejmě způsobilo pokles skupiny v komerčních úspěších. V roce 1994 vydávají album Mötley Crüe s novým zpěvákem Johnem Corabim (bývalý člen skupin Angora a The Scream), které se umístilo v top 10. Doug Thaler byl manažerem až do roku 1994, dokud se skupina nerozpadla potom co jejich album nenaplnilo komerční očekávání.
Kapela se znova spojila v roce 1997, když jejich současný manažer Allen Kovac a Neilův manažer Bert Stein dohodli setkání mezi Vincem, Tommym a Nikkim. Po usmíření vydali album Generation Swine, které sice debutovalo na 4. příčce a i napříč vystoupení skupiny na American Music Awards tak album utrpělo komerční neúspěch, který částečně zapříčinilo vydavatelství Elektra Records nedostatkem podpory. Skupina krátce na to opustila Elektru a založila si vlastní vydavatelství Mötley Records.
V 90. letech byli Mötley Records pravděpodobně známější díky ženám, se kterými se oženili tři členové z kapely. Nikki a Tommy se oženili s bývalými slečnami Playboye a hvězdami seriálu Pobřežní hlídka. Tommy si vzal Pamelu Anderson a Nikki Donnu D'Errico. Vince, aby nezůstal pozadu, se oženil s Heidi Mark. Obě manželství Nikkiho i Tommyho skončily rozvodem, když Donna D'Errico požádala o rozvod na začátku roku 2006.
Skupinu také zastihlo mnoho tragédií. V roce 1994 Vince utrpěl asi nejhorší ránu, když jeho dcera Skylar Neil zemřela na rakovinu. Vince spolu se svou bývalou manželkou Sharisou Ruddellovou (striptérka a zápasnice v bahně) krátce na to zažalovali společnost Rocketdyne za ukládaní chemického odpadu způsobující rakovinu v blízkosti jejich někdejšího domu v Simi Valley. Na druhé straně si Tommy odseděl šest měsíců ve vězení kvůli znásilnění své tehdejší manželky Pamely Anderson.
V roce 1998 po vypršení smlouvy s Elektra Records zabezpečilo kapele úplnou kontrolu nad svou budoucností. Obsahovalo to také vlastnictví všech verzí původních alb. V roce 1999 skupina znova vydala všechny alba pod názvem Crücial Crüe. Limitovaná edice obsahovala i dema a nevydané písně.
V tomto roce Tommy odchází, aby se věnoval sólové kariéře, což znova vystupňovalo napětí mezi ním a Vincem ba co víc došlo ke rvačce mezi nimi na letišti. Nahradil ho Randy Castillo, který hrál na několika albech Ozzyho Osbourna. Avšak Randy zemřel na rakovinu 26. března 2002. Předtím nevyměňovali žádnou náhradu což vyústilo do přestávky v roce 2001 po jejich turné na podporu nedávno vydaného alba New Tattoo. Album se v žebříčku umístilo na 41. místě a prodalo se z něj méně než 150 000 kopií. Bubenice Samantha Maloney s nimi vystupovala během turné, což se ukázalo jako špatný nápad, protože s Nikkim Sixxem prožili menší aférku a jeho tehdejší manželka Donna to zjistila. Je známá během spolupráce s Courtney Love ve skupině Hole, kde v roce 1998 nahradila původní bubenici Patty Scheme. Samantha se poté vydala na turné s Love na podporu alba America's Sweetheart. Mötley Crüe vydali po vystoupení v Salt Lake City DVD Lewd, Crüed & Tattooed.

### 2004–2007

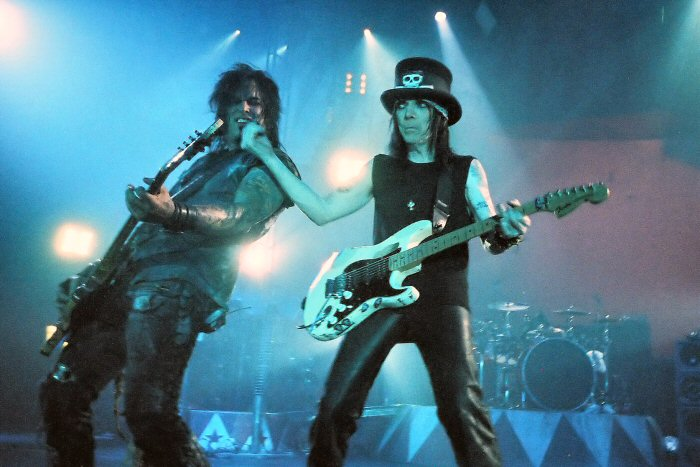
Nikki Sixx a Mick Mars s Mötley Crüe 14. června 2005 v Glasgow ve Skotsku

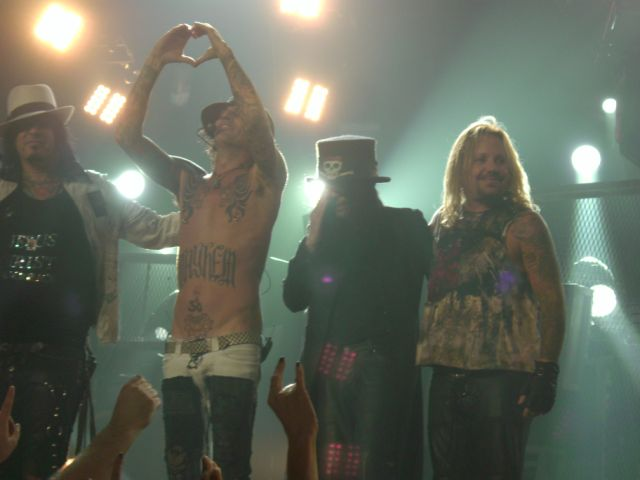
Mötley Crüe roku 2008, zleva: Nikki Sixx, Tommy Lee, Mick Mars, Vince Neil

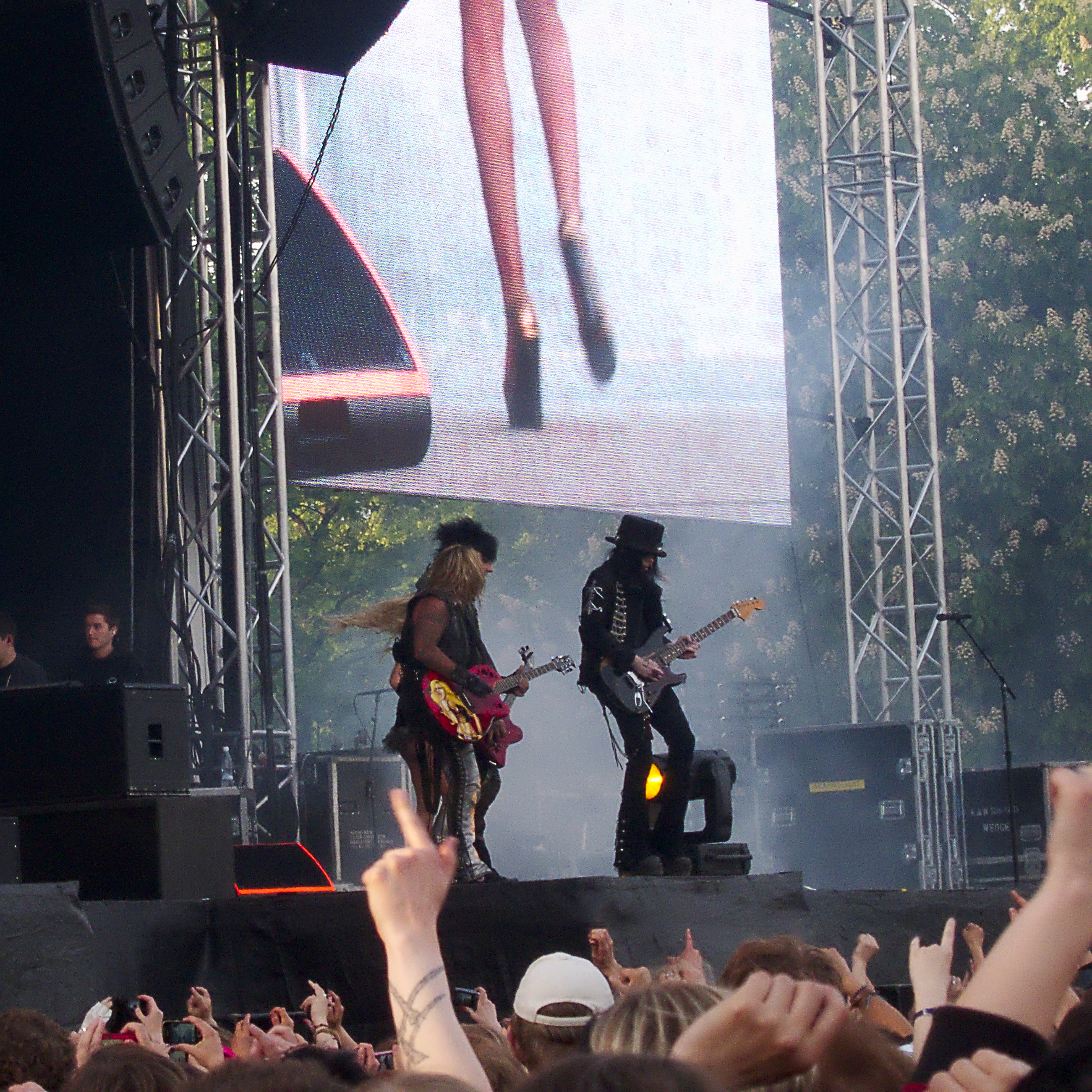
Mötley Crüe v roce 2012

Během následujících šesti let hrál Nikki ve skupinách 58 a Brides of Destruction, když Tommy vytvořil kapelu Methods of Mayhem a vystupoval jako sólový umělec. Vince pokračoval v turné také jako sólový umělec, většinou hrával písně Mötley Crüe. Mick, který má těžkosti se zády kvůli chorobě zvané ankylozující spondylitida, se v roce 2001 odebral do ústraní.
V tomto roce vydávají svou autobiografii The Dirt, která se umístila v první desítce nejlépe se prodávajících knih na seznamu New York Times. Kniha také přitáhla novou generaci fanoušků. Stala sa posvátnou „biblí“ pro rockery na celém světě a připravuje se její filmová podoba, když o ní projevili zájem Paramount a MTV. V roce 2004 vyšla kniha Tommyland, na které Tommy spolupracoval.
Anglický pořadatel Mags Revell se pokoušel znova spojit členy Mötley Crüe. Začal s reklamou, která v podstatě ukázala jak hodně fanoušci chtějí, aby se skupina zase spojila. Po několika setkáních s managementem, v září 2004 Nikki vyhlásil, že se s Vincem vrátili do studia a začali pracovat na novém materiálu. V prosince 2004 všichni čtyři původní členové ohlásili turné, které začalo 14. února 2005 v San Juan, Portoriko. Poslední album skupiny Red, White & Crüe vyšlo v únoru 2005 a obsahuje nejoblíbenější písně kapely a navíc tři novinky (If I Die Tomorrow, Sick Love Song a novou verzi písně od The Rolling Stones Street Fighting Man). Vznikla menší polemika, když se tvrdilo, že Tommy ani Mick na albu nevystupovali, ale zastoupili je bubeník skupiny Vandals Josh Freese a bývalý člen Beautiful Creatures, kytarista DJ Ashba. Avšak dokument televize VH1 poté ukázal, že Tommy Lee opravdu hrál některé z těch písní. Album vydané v Japonsku obsahovalo bonus, píseň I'm a Liar (and That's the Truth). Red, White & Crüe se umístilo v žebříčku na šestém místě a stalo se platinovým.
Turné překvapilo, stalo se jedním z největších turné v roce 2005, vydělalo 33 mil. dolarů a stalo se 8. nejúspěšnějším toho roku. Skupina musela přidat další šňůru koncertů, aby splnila požadavky fanoušků. Vystupovali na takových pódiích jako KROQ Weenie Roast a Live 8, 25. října vydali DVD Carnival of Sins z koncertu v Grand Rapids, Michigan. Spolu se skupinou Motörhead vystoupili 10. prosince v Perthu, Austrálie, kde zahráli píseň Anarchy in the U.K., první singl od Sex Pistols.
Nikkiho dlouho očekávaná kniha The Heroin Diaries by měla vyjít v roce 2006. 26. ledna 2006 byla oceněná hvězdou na Hollywoodském chodníku slávy při příležitosti 25. výročí skupiny. V roce 2006 by mělo vyjít jejich nové album, jehož producentem bude Bob Rock. 19. června 2006 se na stránce Motley.com objevila zpráva, že se skupina vydá na americké turné se skupinou Aerosmith. Turné začne 14. září v Holmdel, New Jersey. První koncert Mötley Crüe v Česku měli 17. června 2009 v O2 aréně v Praze.

## Reunion 2018 – současnost
Členové se po The Final Tour nescházeli vůbec a to až do roku 2018. Tehdy začaly práce na snímku The Dirt. Snímek ale oslovil novou generaci fanoušků a začala obrobvská internetová petice za návrat Mötley Crüe.
Dne 19. listopadu kapela potvrdila již plnohodnotný reunion a potvrdili rovněž turné s názvem The Stadium Tour pro červen – září 2020 s Joan Jett, Poison a Def Leppard. Turné bylo kvůli pandemii covidu-19 přeloženo na červen – září 2021, ale byl znovu přeložen na červen – září 2022 z důvodu covidu-19 (varianty Omikron).
Kytarista Def Leppard Phil Collen potvrdil, že se Mötley Crüe „přihlásilo“ na pokračování společného turné The Stadium Tour po Evropě, které se uskuteční v roce 2023.
Vince Neil oznámil, že Mötley Crüe nebude vydávat žádné nové studiové album a Mötley Crüe budou pouze koncertní skupinou.
V říjnu 2022 skupina Mötley Crüe zveřejnila nové turné s názvem The World Tour na rok 2023 po Jižní Americe a Evropě, o pár dní později skupina oznámila, že Mick Mars se druhé části turné nezúčastní ze zdravotních důvodů a na turné jeho místo nahradí kytarista John 5.
V dubnu 2023 Mick Mars zažaloval skupinu Mötley Crüe. Mickova žaloba tvrdí, že jeho spoluhráči z kapely záměrně zatajovali informace o podnikání kapely a po letech, kdy ho „napálili“ kvůli jeho živým vystoupením, se ho pokoušeli odstranit jako člena skupiny. Mars odmítl podepsat dohodu o odstupném, která by ho zbavila těchto a dalších budoucích zájmů, výměnou za pětiprocentní podíl na turné skupiny v roce 2023, které probíhala bez něj.

## Odkaz skupiny
Mötley Crüe byli často označovaní za protagonisty hair metalu a porovnávaní s takovými skupinami jako Warrant, Poison, Whitesnake a Faster Pussycat. Ale ve skutečnosti se jejich hudba víc přibližovala ke kapelám Cheap Trick a New York Dolls. Skupiny jako Poison ve skutečnosti vznikly jako odezvy na úspěch Mötley Crüe a jsou jim za mnoho dlužní. Jako vedoucí skupina hair metalu byli Mötley Crüe velmi kritizovaní hudebním průmyslem i přesto, že byli klíčovými strůjci rock and rollu v 80. letech a získali velmi početnou základnu fanoušků.
Mötley Crüe se často stávají inspirací pro mnohé umělce. Například Green Day, Moby, Murderdolls, Wednesday 13 a Marilyn Manson je vyzdvihovali za alba Too Fast for Love a Shout at the Devil. Také se však stali námětem mnohých hudebních videoklipů za svůj glamrockový vzhled, kde je parodovali mnozí rozliční hudebníci.
Kromě hudby, Mötley Crüe také stanovili míru dekadentního rokenrolového chování. Po vydání The Dirt byli známí jako jedna z nejdekadentnějších a sebezničujících skupin v rockové historii, i když ne největší.

## Mötley Crüe v Česku
- 17. června 2009 – O2 arena – Praha (Saints of Los Angeles Tour)
- 2. června 2023 – Letiště Letňany – Praha (The World Tour)

## Členové

### Současní členové
- Vince Neil – zpěv, kytara (1981–1992, 1997–2015, 2018–současnost)
- Nikki Sixx – baskytara, doprovodný zpěv (1981–2015, 2018–současnost)
- Tommy Lee – bicí, doprovodný zpěv (1981–1999, 2004–2015, 2018–současnost)
- John 5 – kytara (2023–současnost, host: 2022–2023)

### Současní hostující členové na turné
- Hannah Sutton – doprovodný zpěv, tanečnice (2022–současnost)
- Ariana Rosando – doprovodný zpěv, tanečnice (2023–současnost)

### Bývalí členové
- Mick Mars – kytara (1981–2015, 2018–2022)
- Greg Leon – kytara (1981)
- John Corabi – zpěv (1992–1996)
- Randy Castillo – bicí (1999–2000) (zemřel 2002)
- Samantha Maloney – bicí (2000–2002)

### Dřívější hostující členové na turné
- Emi Canyn – doprovodný zpěv (1987–1991) (zemřela 2017)
- Donna McDaniel – doprovodný zpěv (1987–1991)
- Jozie DiMaria – tanečnice (1999, 2005–2006)
- Marty – doprovodný zpěv (2000)
- Pearl Aday – doprovodný zpěv (2000)
- Allison Kyler – doprovodný zpěv, tanečnice (2011–2015)
- Annalisia Simone – doprovodný zpěv (2011)
- Sofia Toufa – doprovodný zpěv, tanečnice (2012–2015)

- Harvey Warren – bicí (2006) (Hrál 5. dubna v Enmax Center v Red Deer, Alberta, Kanada, když byl Tommy zraněn.)
- Will Hunt – bicí (2006) (Zahrál za zraněného Leeho na posledních koncertech téměř dokončeného severoamerického turné.)
- Tommy Clufetos – bicí (2022) (Zahrál za zraněného Leeho od 16. června do 25. června)
- Laura "Lolo" D'Anzieri – doprovodný zpěv, tanečnice (2022)
- Bailey Swift – doprovodný zpěv, tanečnice (2022)

## Diskografie

### Studiová alba
| Rok  | Detail alba                                                                                                  | Pozice v žebříčku | Pozice v žebříčku | Pozice v žebříčku | Pozice v žebříčku | Pozice v žebříčku | Pozice v žebříčku | Pozice v žebříčku | Pozice v žebříčku | Pozice v žebříčku | Pozice v žebříčku | Certifications                                              |
| Rok  | Detail alba                                                                                                  | US                | AUS               | AUT               | CAN               | FIN               | NOR               | NZ                | SWE               | SWI               | UK                | Certifications                                              |
| ---- | --- | ----------------- | ----------------- | ----------------- | ----------------- | ----------------- | ----------------- | ----------------- | ----------------- | ----------------- | ----------------- | ----------------------------------------------------------- |
| 1981 | Too Fast for Love - Vydáno: 10. listopadu 1981 - Vydavatel: Leathür - Producent: Michael Wagener             | 77                | —                 | —                 | —                 | —                 | —                 | —                 | —                 | —                 | 42                | - US: Platina                                               |
| 1983 | Shout at the Devil - Vydáno: 26. září 1983 - Vydavatel: Elektra - Producent: Tom Werman                      | 17                | 85                | —                 | 23                | —                 | —                 | —                 | —                 | —                 | 12                | - US: 4× Platina - UK: Zlato - AUS: Zlato - CAN: 3× Platina |
| 1985 | Theatre of Pain - Vydáno: 21. června 1985 - Vydavatel: Elektra - Producent: Tom Werman                       | 6                 | 39                | —                 | 11                | —                 | —                 | —                 | 7                 | 25                | 36                | - US: 4× Platina - CAN: 3× Platina                          |
| 1987 | Girls, Girls, Girls - Vydáno: 15. května 1987 - Vydavatel: Elektra - Producent: Tom Werman                   | 2                 | 28                | —                 | 4                 | —                 | 8                 | 43                | 7                 | 13                | 14                | - US: 4× Platina - CAN: 2× Platina - UK: Stříbro            |
| 1989 | Dr. Feelgood - Vydáno: 1. září 1989 - Vydavatel: Elektra - Producent: Bob Rock                               | 1                 | 5                 | —                 | 7                 | —                 | 7                 | 5                 | 6                 | 7                 | 4                 | - US: 6× Platina - CAN: 3× Platina - SWI: Zlato - UK: Zlato |
| 1994 | Mötley Crüe - Vydáno: 15. března 1994 - Vydavatel: Elektra - Producent: Bob Rock                             | 7                 | 3                 | 25                | 9                 | —                 | —                 | 28                | 6                 | 21                | 17                | - US: Zlato                                                 |
| 1997 | Generation Swine - Vydáno: 24. června 1997 - Vydavatel: Elektra - Producent: Scott Humphrey                  | 4                 | 34                | —                 | 10                | —                 | —                 | —                 | 18                | —                 | 80                | - US: Zlato                                                 |
| 2000 | New Tattoo - Vydáno: 11. června 2000 - Vydavatel: Mötley, Eleven Seven - Producent: Mike Clink               | 41                | —                 | —                 | —                 | —                 | —                 | —                 | —                 | —                 | 176               |                                                             |
| 2008 | Saints of Los Angeles - Vydáno: 24. června 2008 - Vydavatel: Mötley, Eleven Seven - Producent: James Michael | 4                 | 14                | 73                | 3                 | 6                 | 37                | 8                 | 5                 | 42                | 78                | - CAN: Zlato                                                |

### Kompilace
| Rok  | Detail Alba                                                                                       | Pozice v žebříčku | Pozice v žebříčku | Pozice v žebříčku | Pozice v žebříčku | Pozice v žebříčku | Pozice v žebříčku | Pozice v žebříčku | Pozice v žebříčku | Certifikace podle RIAA          |
| Rok  | Detail Alba                                                                                       | US                | AUS               | CAN               | FIN               | NZ                | SWE               | SWI               | UK                | Certifikace podle RIAA          |
| ---- | ------------------------------------------------------------------------------------------------- | ----------------- | ----------------- | ----------------- | ----------------- | ----------------- | ----------------- | ----------------- | ----------------- | ------------------------------- |
| 1991 | Decade of Decadence - Vydáno: 19. října 1991 - Vydavatel: Elektra - Formát: CD                    | 2                 | 9                 | 10                | —                 | 13                | 43                | 22                | 20                | - US: 2× Platina - CAN: Platina |
| 1998 | Greatest Hits - Vydáno: 1998 - Vydavatel: Mötley, Eleven Seven - Formát: CD                       | 20                | —                 | 16                | —                 | —                 | —                 | —                 | —                 | - US: Zlato                     |
| 1999 | Supersonic and Demonic Relics - Vydáno: 1999 - Vydavatel: Mötley, Eleven Seven - Formát: CD       | —                 | —                 | —                 | —                 | —                 | —                 | —                 | —                 |                                 |
| 2003 | The Millennium Collection: The Best of Mötley Crüe - Vydáno: 2003 - Vydavatel: Hip-O - Formát: CD | —                 | —                 | —                 | —                 | —                 | —                 | —                 | —                 |                                 |
| 2005 | Red, White & Crüe - Vydáno: 1. února 2005 - Vydavatel: Mötley, Eleven Seven - Formát: CD          | 6                 | 26                | 2                 | 16                | —                 | 31                | —                 | 67                | - US: Platina - CAN: 2× Platina |
| 2009 | Greatest Hits - Vydáno: 17. listopadu 2009 - Vydavatel: Mötley, Eleven Seven - Formát: CD         | 94                | 30                | —                 | —                 | —                 | —                 | —                 | —                 | - CAN: Zlato                    |
|      |                                                                                                   |                   |                   |                   |                   |                   |                   |                   |                   |                                 |

### Koncertní alba
| Datum vydání | Název alba                   | Certifikace podle RIAA       | Pozice (USA) |
| ------------ | ---------------------------- | ---------------------------- | ------------ |
| 1999         | Live: Entertainment or Death | —                            | 133          |
| 2006         | Carnival Of Sins – Live      | US:Platinum,3x Platina (DVD) |              |

### EP
| Rok  | Detail alba                                                                              |
| ---- | ---------------------------------------------------------------------------------------- |
| 1994 | Quaternary - Vydáno: 1994 - Vydavatel: Elektra - Formát: CD                              |
| 2024 | Cancelled - Vydáno: 2024 - Vydavatel: Big Machine Label Group - Formát: elektronický, CD |

### Singly
| Rok  | Meno                             | US Hot 100 | US Mainstream Rock | UK singles | Album                         |
| ---- | -------------------------------- | ---------- | ------------------ | ---------- | ----------------------------- |
| 1983 | Shout At The Devil               | —          | #30                | —          | Shout At The Devil            |
| 1984 | Looks That Kill                  | #54        | —                  | —          | Shout At The Devil            |
| 1984 | Too Young To Fall In Love        | #90        | —                  | —          | Shout At The Devil            |
| 1985 | Smokin' in the Boys Room         | #16        | #7                 | —          | Theater Of Pain               |
| 1985 | Home Sweet Home                  | #37        | #38                | —          | Theater Of Pain               |
| 1987 | Girls, Girls, Girls              | #12        | #20                | —          | Girls, Girls, Girls           |
| 1987 | Wild Side                        | —          | —                  | —          | Girls, Girls, Girls           |
| 1987 | You're All I Need                | #83        | —                  | #23        | Girls, Girls, Girls           |
| 1989 | Dr. Feelgood                     | #6         | #7                 | —          | Dr. Feelgood                  |
| 1989 | Kickstart My Heart               | #27        | #18                | —          | Dr. Feelgood                  |
| 1990 | Without You                      | #8         | #11                | #39        | Dr. Feelgood                  |
| 1990 | Don't Go Away Mad (Just Go Away) | #19        | #13                | —          | Dr. Feelgood                  |
| 1990 | Same Ol' Situation (S.O.S.)      | #78        | #34                | —          | Dr. Feelgood                  |
| 1991 | Primal Scream                    | #63        | #21                | #32        | Decade Of Decadence           |
| 1994 | Hooligan's Holiday               | —          | #10                | #36        | Mötley Crüe                   |
| 1994 | Misunderstood                    | —          | #24                | —          | Mötley Crüe                   |
| 1997 | Afraid                           | —          | #10                | —          | Generation Swine              |
| 1997 | Beauty                           | —          | #37                | —          | Generation Swine              |
| 1998 | Bitter Pill                      | —          | #22                | —          | Greatest Hits                 |
| 1999 | Teaser                           | —          | #35                | —          | Supersonic And Demonic Relics |
| 2000 | Hell On High Heels               | —          | #13                | —          | New Tattoo                    |
| 2004 | If I Die Tomorrow                | —          | #4                 | —          | Red, White And Crüe           |
| 2005 | Sick Love Song                   | —          | #22                | —          | Red, White And Crüe           |
| 2008 | Saints of Los Angeles            | —          | #5                 | —          | Saints of Los Angeles         |
| 2008 | Mutherfucker of the Year         | —          | #29                | —          | Saints of Los Angeles         |
| 2009 | White Trash Circus               | —          | #37                | —          | Saints of Los Angeles         |
| 2012 | Sex                              | —          | —                  | —          | Není singl z alba             |
| 2015 | All Bad Things                   | —          | #32                | —          | Není singl z alba             |
| 2024 | Dogs of War                      | —          | —                  | —          | Není singl z alba             |